# Июль 2010 года

Список событий июля 2010 года.

## События
- 1 июля
  - В результате серии взрывов у главной суфийской мечети в центре пакистанского Лахора погиб 41 человек[1].
  - Жертвами урагана Алекс стали не менее 11 человек[2].
  - Бельгия на предстоящие полгода стала председателем ЕС[3].
  - В мексиканском штате Сонора произошло столкновение между двумя бандами наркоторговцев, в результате убиты 29 бандитов[4].
- 2 июля
  - При взрыве автоцистерны с нефтепродуктами на востоке Демократической Республики Конго погибло 220 человек[5].
  - В Кыргызстане вступила в силу новая конституция[6].
  - Центризбирком Кыргызстана принял постановление о досрочном прекращении полномочий депутатов парламента[7].
  - Новый президент Германии Кристиан Вульф принёс присягу в бундестаге[8].
  - Из-за отказа системы автоматической стыковки космический грузовик «Прогресс М-06М» не смог состыковаться с МКС[9].
- 3 июля
  - Роза Отунбаева вступила в должность президента Кыргызстана[10].
  - Американская теннисистка Серена Уильямс в четвёртый раз в своей карьере выиграла Уимблдонский турнир[11].
  - На северо-западе Китая начались совместные пакистано-китайские антитеррористические учения «Дружба-2010»[12].
- 4 июля
  - В Польше прошёл второй тур президентских выборов. Более половины избирателей проголосовали за Бронислава Коморовского[13].
  - В Бейруте скончался духовный лидер Хезбаллы аятолла Хусейн Фадлалла[14].
  - Американский генерал Дэвид Петреус принял командование международными коалиционными силами в Афганистане[15].
  - Победителем Уимблдона в мужском одиночном разряде второй раз в карьере стал Рафаэль Надаль[16].
- 5 июля
  - Россия, Казахстан и Белоруссия подписали заявление о введении Таможенного кодекса для трёх стран с 6 июля[17].
  - В Пакистане, в перестрелке с военными, убит лидер местных талибов Амирулла Мехсуд[18].
  - 11 человек погибли в результате катастрофы самолёта Ан-2 в Румынии[19].
- 6 июля
  - В Перу объявлено чрезвычайное положение из-за прорыва дамбы хвостохранилища[20].
  - Начало полуголодовки балкарских аксакалов на Манежной площади в Москве[21]
- 7 июля
  - 33 человека погибли и около ста получили ранения в результате серии терактов в двух районах Багдада[22].
  - Правительство Словакии во главе с премьер-министром Робертом Фицо подало в отставку[23].
  - Французский суд приговорил бывшего диктатора Панамы Мануэля Норьегу к 7 годам тюрьмы[24].
- 8 июля
  - В Швейцарии завершился 24-часовой тестовый полёт самолёта на солнечных батареях Solar Impulse[25].
  - Профсоюзы Греции, протестуя против повышения пенсионного возраста, начали суточную забастовку, которая парализовала морской, железнодорожный транспорт и авиацию страны[26].
  - В результате серии терактов направленных против шиитов в Багдаде погибли 15 человек[27].
  - Лидер Словацкого демократического и христианского союза Ивета Радичова назначена премьер-министром Словакии[28].
- 9 июля
  - Римский Папа Бенедикт XVI назначил главой Легиона Христа архиепископа Велазио Де Паолиса[29].
  - В результате двух терактов в пакистанском городке Якка-Ганд погибли 102 человека, не менее 115 человек получили ранения[30][31].
  - В аэропорту Вены состоялся «обмен шпионами» между Россией и США[32].
  - ООН закрыла своё представительство в столице Шри-Ланки Коломбо в связи с акциями протеста, направленными против деятельности ООН в Шри-Ланке[33].
- 10 июля
  - Специалисты британской нефтяной группы BP начали операцию по замене заглушки на аварийной скважине в Мексиканском заливе[34].
  - В Барселоне прошла манифестация, в которой приняли участие более миллиона человек, выступавших за расширение автономии Каталонии[35].
  - На фестивале Нашествие-2010 состоялся последний концерт легендарной рок-группы "Агата Кристи".
- 11 июля
  - В финале чемпионата мира по футболу сборная Испании победила сборную Нидерландов со счётом 1:0[36].
  - В Уганде, в результате двойного теракта погибли более 60 человек[37]
  - В Японии прошли выборы в верхнюю палату парламента страны — палату советников. Правящая коалиция Демократической партии и Новой партии потеряла в ней большинство[38].

Солнечное затмение 11 июля 2010 года

  - Солнечное затмение 11 июля 2010 годаСостоялось полное солнечное затмение, которое можно было наблюдать во Французской Полинезии, на Острове Пасхи, в акватории Тихого океана, а также на юге Чили и Аргентины[39].
  - Полиция Багамских Островов задержала Колтона Харриса-Мура, также известного, как «Босоногий бандит»[40].
- 12 июля
  - Конституционный суд Молдавии признал неконституционным указ врио президента Михая Гимпу об учреждении «дня советской оккупации»[41].
  - Таганский суд Москвы признал виновными организаторов выставки «Запретное искусство — 2006» в разжигании межнациональной и межрелигиозной розни[42].
  - Швейцарский суд отказался экстрадировать режиссёра Романа Полански в США[43].
- 13 июля
  - Международный уголовный суд выдал новый ордер на арест президента Судана Омара Башира, предъявив ему обвинения в организации и проведении геноцида в провинции Дарфур[44].
  - Совет министров финансов ЕС окончательно одобрил присоединение Эстонии к еврозоне. Эстония станет 17-м участником еврозоны с 1 января 2011 года[45].
  - Фидель Кастро дал первое за несколько лет развернутое телеинтервью[46].
- 14 июля
  - В Кыргызстане формируется новое правительство[47].
  - Компания Boeing представила беспилотный самолёт-разведчик Phantom Eye, работающий на водороде и способный находиться в воздухе без перерыва в течение четырёх дней[48].
- 15 июля
  - Правительство Новой Зеландии предложило законопроект, отменяющий регистрацию патентов на программное обеспечение[49].
  - Правительство Словакии проголосовало против участия страны в программе спасения Греции от дефолта[50].
  - Международная правозащитная организация «Amnesty International» заявила о резком ухудшении ситуации в Северной Корее в сфере здравоохранения[51].

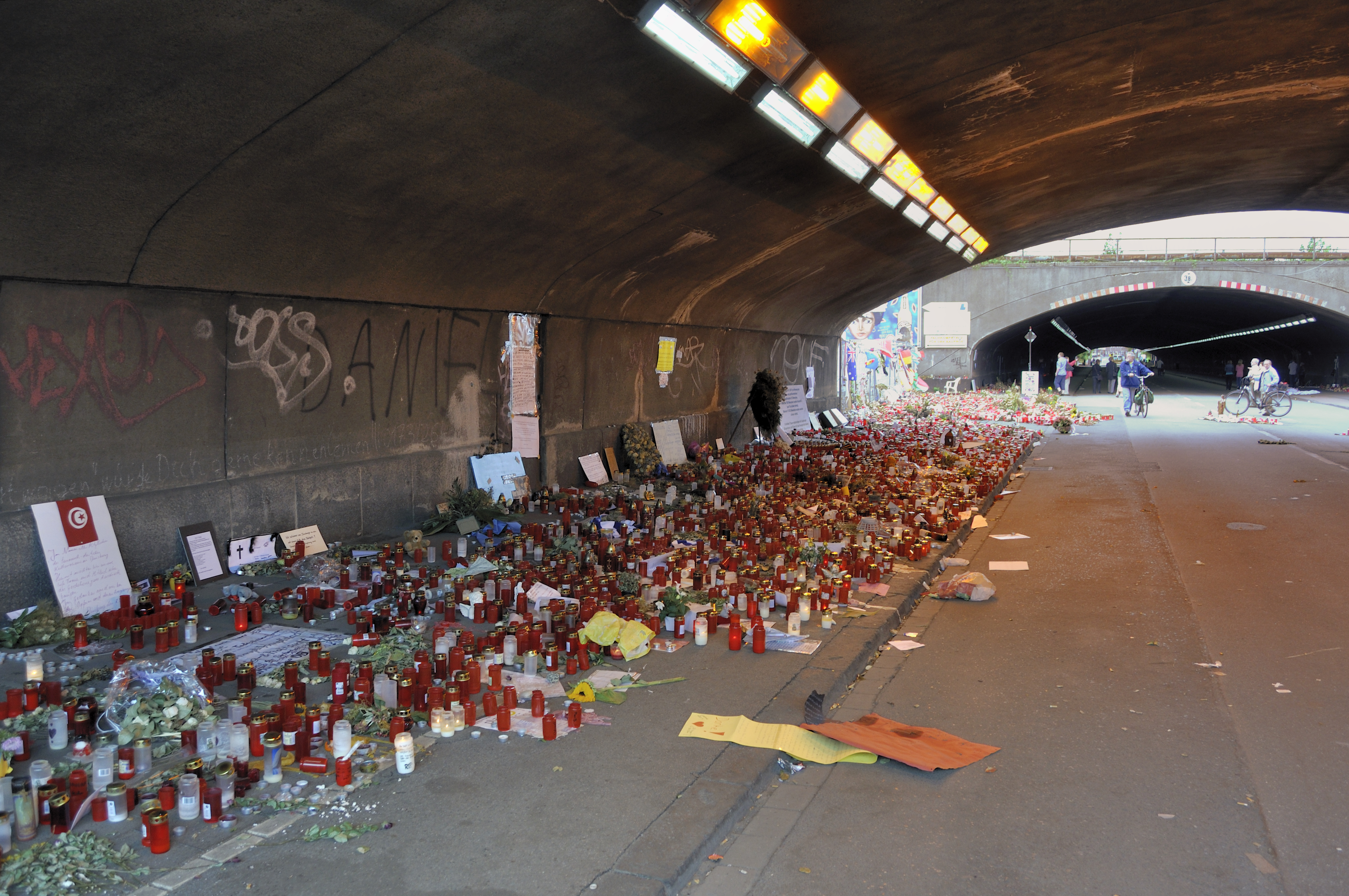
Туннель в Дуйсбурге после трагедии 24 июля

  - 21 человек погиб в результате двойного теракта в иранском городе Захедан[52].
  - Впервые с момента аварии на буровой платформе в Мексиканском заливе, специалисты компании BP остановили утечку нефти[53].
  - Аргентина стала первой страной Латинской Америки, легализовавшей однополые браки[54].
  - Были открыты ископаемые останки ранее неизвестного вида приматов, являющегося общим предком человекообразных обезьян и мартышковых[55].
- 16 июля
  - Покупка малоизвестным трейдером 241 тысячи тонн какао-бобов стала крупнейшей операцией на рынке за последние 14 лет[56].
  - По приказу Уго Чавеса были эксгумированы останки латиноамериканского освободителя Симона Боливара, для уточнения причин его гибели[57].
  - В преддверии запланированных на октябрь всеобщих выборов, президент Танзании Джакайя Киквете распустил национальный парламент[58].
  - При пожаре в отеле в иракском городе Сулеймания погибли 40 человек, 22 человека пострадали[59].
- 17 июля
  - Жертвами тайфуна «Консон», прошедшего по территории Филиппин и китайскому острову Хайнань, стали 55 человек, ещё 85 человек считаются пропавшими без вести[60].
  - По меньшей мере 28 человек погибли в результате аварии на угольной шахте на северо-западе Китая[61].
  - Обанкротился английский тур-оператор Goldtrail, 16 тысяч туристов не смогли вовремя вернуться домой, так как авиарейсы были отменены, а проживание в отелях аннулировано[62].
- 18 июля
  - В Маягуэсе (Пуэрто-Рико) прошла церемония открытия 21-х игр Центральной Америки и Карибского бассейна[63].
  - Жертвами террориста-смертника, подорвавшего себя в Багдаде возле группы суннитов, стали по меньшей мере 39 человек, более 40 получили ранения[64].
  - Июнь 2010 года стал самым теплым июнем за всю историю метеонаблюдений. Об этом сообщила телекомпания CNN, ссылаясь на данные Национального управления океанических и атмосферных исследований США.[65].
- 19 июля
  - На международном авиасалоне Фарнборо, был представлен лазер, способный сбивать своим лучом самолёты[66], а также компания Boeing объявила о разработке космического корабля-капсулы Crew Space Transportation-100[67].
  - В результате столкновения поездов на железнодорожной станции в Индии погибли 48 человек[68].
  - Рустэм Хамитов утверждён в должности президента Башкортостана и приведён к присяге[69].
  - Парламент Суринама избрал на пост президента страны бывшего диктатора Дези Баутерсе[70].
- 20 июля
  - В Кабуле открылась Международная конференция по Афганистану[71].
  - Крупнейший онлайн-магазин Amazon.com заявил, что по итогам данных за второй квартал 2010 года впервые в истории количество проданных электронных книг превзошло продажи литературы в твёрдой обложке[72].
- 21 июля
  - Теракт на Баксанской ГЭС в Кабардино-Балкарии: сработали четыре взрывных устройства[73].
  - Скончался бывший генеральный секретарь Коммунистической партии Чили Луис Корвалан[74].
  - Колумбия отозвала своего посла из Венесуэлы. Поводом для этого послужили сообщения, что Венесуэла укрывает леворадикальных колумбийских боевиков[75].
  - Антигуа и Барбуда и Филиппины установили дипломатические отношения[76].
- 22 июля
  - Президент Венесуэлы Уго Чавес заявил о разрыве дипломатических отношений с Колумбией[77].
  - Международный суд ООН принял решение что объявление независимости Косово не противоречило международным законам[78].
- 23 июля
  - В Бурунди прошли парламентские выборы[79]. Партия президента Пьера Нкурунзизы получила 81 из 106 мест в парламенте, при бойкоте основных оппозиционных партий[80].
- 24 июля
  - В Кампале начался 15-й саммит Африканского Союза[81].
  - Туннель в Дуйсбурге после трагедии 24 июля21 человек погиб в результате массовой паники и давки на музыкальном фестивале «Парад любви» в Дуйсбурге, более 500 получили ранения[82].
  - В китайской провинции Хэнань обвалился мост, в результате чего погибли 37 человек, ещё 19 пропали без вести[83].
- 25 июля
  - Испанец Альберто Контадор в третий раз стал победителем велогонки «Тур де Франс»[84].
  - США и Южная Корея приступили к крупным военным учениям в Японском море — невзирая на угрозы «возмездия» со стороны Северной Кореи[85].
- 26 июля
  - В Камбодже международный трибунал по расследованию преступлений режима красных кхмеров приговорил «главного палача режима Пол Пота» Канг Кек Иеу к 35 годам тюремного заключёния[86].
  - Wikileaks опубликовал 92.000 документов с секретной военной информацией об операции в Афганистане[87].
  - 20 человек погибли, свыше 50 ранены в результате теракта близ иракского города Кербела[88].
  - Совет ЕС официально объявил о создании внешнеполитической службы Евросоюза под руководством верховного представителя ЕС по иностранным делам и политике безопасности Кэтрин Эштон[89].
  - Совет ЕС утвердил пакет санкций в отношении Ирана[90].
  - Вступил в должность новый президент самопровозглашённого государства Сомалиленд Ахмед Силаньо[91].
- 27 июля
  - В Нидерландах суд разрешил 14-летней голландке Лауре Деккер совершить в одиночку кругосветное плавание[92].
  - Эксперты подтвердили, что найденные на гаражной распродаже негативы являются ранними работами знаменитого фотографа Энсела Адамса[93].
- 28 июля
  - Пассажирский самолет Airbus A321-200 разбился недалеко от столицы Пакистана Исламабада[94].
  - Парламент Каталонии принял решение о запрете корриды в регионе с 1 января 2012 года[95].
  - В Нижегородской области введена чрезвычайная ситуация в связи с аномальными погодными условиями и новыми крупными лесными пожарами[96].
  - На выборах в сенат Бурунди правящая партия заняла 32 из 34 выборных мест в 41-местной верхней палате парламента[97].
- 29 июля

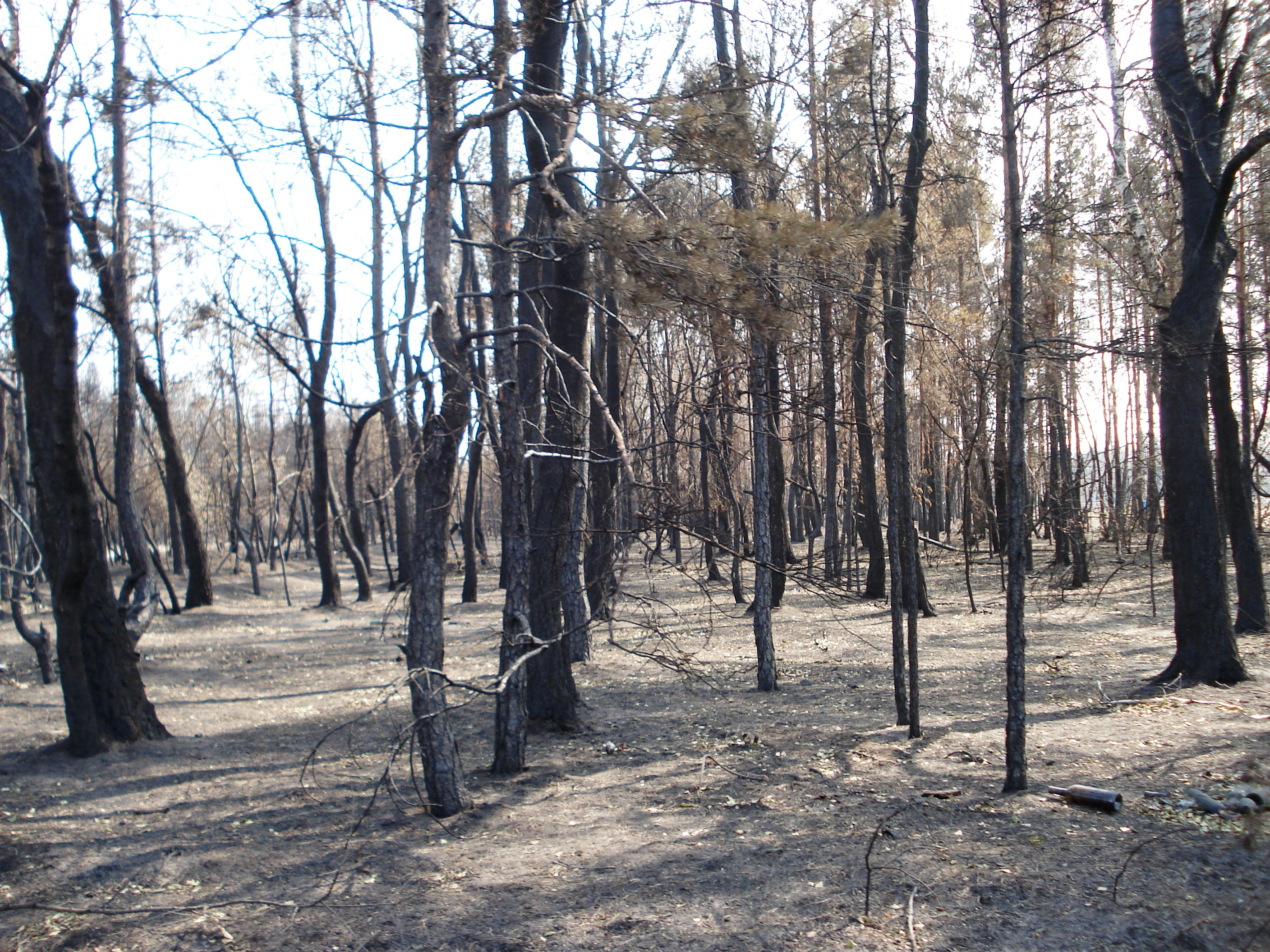
Сгоревший лес в черте Воронежа

  - Сгоревший лес в черте ВоронежаВ России катастрофически ускорилось распространение природных пожаров. Впервые за весь период аномальной жары 2010 года, за одни сутки сгорело сразу около 900 жилых домов, в основном в Воронежской и Нижегородской областях[98]. Начиная с этого дня, около 3 недель ситуация с природными пожарами в России оставалась чрезвычайно напряжённой. Всего за это время в Центральном и Приволжском регионах возникло около 30 тыс. очагов пожаров на общей площади около 1 млн га. В тушении огня было задействовано около 170 тыс. человек[99]. Жертвами пожаров стали более 50 человек. Почти все погибли в самую тяжёлую первую неделю в конце июля — начале августа[100]. Более 3,5 тыс. человек остались без крова[101]. В Москве установлен абсолютный температурный рекорд +38,2 °C[102].
  - В Малави принята новая версия государственного флага[103].
  - Лига арабских государств одобрила вступление Палестинской администрации в прямые переговоры с Израилем[104].
  - Комитет ЮНЕСКО по Всемирному наследию большинством голосов выступил за то, чтобы удалить Галапагосские острова из списка мест, которые находятся в экологической опасности или которым грозит чрезмерное использование[105].
  - Премьер-министр Южной Кореи Чон Ун Чхан подал прошение об отставке[106].
- 30 июля
  - Венесуэла направила подразделения военной техники к границе с Колумбией, чтобы предотвратить возможное нападение со стороны Колумбии[107].
- 31 июля
  - Чили и Мексика объявили о восстановлении дипломатических отношений с Гондурасом[108][109].
  - Число погибших в результате крупнейшего в истории Пакистана наводнения превысило 1100 человек[110].